# Zygodon subrecurvifolius
Zygodon subrecurvifolius är en bladmossart som beskrevs av Brotherus in Herzog 1916. Zygodon subrecurvifolius ingår i släktet ärgmossor, och familjen Orthotrichaceae. Inga underarter finns listade i Catalogue of Life.